# Dengeki G's Magazine
Dengeki G's Magazine (電撃G's magazine) est un magazine japonais de jeu vidéo publié depuis décembre 1992 par ASCII Media Works. Il publie également des adaptations en mangas et light novels,.